# のぐちゆり
のぐち ゆり（1992年12月24日 -  ）は、日本の女性声優。埼玉県出身。青二プロダクション所属。

## 来歴
高校在学中にテレビアニメ『テニスの王子様』の再放送を見たことがきっかけで声優を志す。アミューズメントメディア総合学院卒業後、青二プロダクションに入所。

## 人物
資格は英検3級、普免。趣味は一人カラオケ、美味しいランチ屋巡り。特技はモノマネ、歌唱。好物はあんバター。その偏愛ぶりは、YouTubeで、あんバターに特化した『あんバタだー!』という番組を任されるほど。人生で初めて見に行ったコンサートは、モーニング娘。のさいたまスーパーアリーナ公演である。
愛称は「ちゃんゆり」など。
朝井彩加は学生時代の同期で親交がある。
事務所の同期には大和田仁美、下地紫野、高橋花林、森下由樹子、山下まみ、ゆうかがいる。大和田とは平均週3でカフェに集まっておしゃべりをしており、悩みやモヤモヤを相談するなど親しい間柄である。

## 出演
太字はメインキャラクター。

### テレビアニメ
2014年
- ちびまる子ちゃん（2014年 - 2024年、小学生の男の子、男子(3)、晴子、通行人、夕子 他）

2015年
- アイドルマスター シンデレラガールズ（及川雫）
- ワールドトリガー（2015年 - 2021年、照屋文香、隊員、弟） - 3シリーズ
- 電波教師（オペレーター）
- 名探偵コナン（同僚）
- ゆるゆり さん☆ハイ!（店員のおばあさん）

2016年
- ドラゴンボール超（2016年 - 2017年、妖精、店員、ねずみ、女性）
- ONE PIECE（2016年 - 2019年、トンタッタ、子供のミンク、町のミンク、ミンク、メイド 他）
- 霊剣山 星屑たちの宴（華芸）
- 美少女戦士セーラームーンCrystal（女子生徒、店員）
- マジきゅんっ!ルネッサンス（女子生徒）
- 私がモテてどうすんだ（売り子）
- タイガーマスクW（2016年 - 2017年、プロレス女子、店員）

2017年
- 正解するカド（国家安全保障局同僚、報道陣）
- アイドルマスター シンデレラガールズ劇場（2017年 - 2019年、及川雫） - 4シリーズ

2018年
- サンリオ男子（女の子）
- ゲゲゲの鬼太郎（第6作）（マサシ）
- RELEASE THE SPYCE（石川五恵）

2020年
- ネコぱら（シナモン）
- 僕のヒーローアカデミア（棘池築稚）

2021年
- ウマ娘 プリティーダービー（2021年 - 2023年、メジロパーマー） - 2シリーズ
- D_CIDE TRAUMEREI THE ANIMATION（少女）

2023年
- ライザのアトリエ 〜常闇の女王と秘密の隠れ家〜（ライザリン・シュタウト）
- 聖者無双〜サラリーマン、異世界で生き残るために歩む道〜（ミリーナ）

2024年
- 未来の黒幕系悪役令嬢モリアーティーの異世界完全犯罪白書（シェリー＝モリアーティー）
- JOCHUM（ピーハイ）

### 劇場アニメ
- 楽園追放 -Expelled from Paradise-（2014年、オペレーター）
- 告白実行委員会〜恋愛シリーズ〜（2016年） - 2作品
- 風のように（2016年、サチ[25]）
- ONE PIECE FILM GOLD（2016年）
- 夜は短し歩けよ乙女（2017年、女子学生[26]）
- 僕のヒーローアカデミア THE MOVIE ヒーローズ:ライジング（2019年）
- 怪盗クイーンはサーカスがお好き（2022年、シルバーキャット瞳[27]）

### Webアニメ
- 聖闘士星矢 黄金魂 -soul of gold-（2015年、ヘレナの弟）
- アイドルマスター シンデレラガールズ劇場 火曜シンデレラシアター / Extra Stage（2019年 - 2021年、及川雫[17]） - 2シリーズ
- CINDERELLA GIRLS 10th Anniversary Celebration Animation ETERNITY MEMORIES（2022年、及川雫）

### ゲーム
2014年
- トイズドライブ（2014年 - 2015年、宝条妙子、堺ひなた、グリーンミストレス）
- 幕末メイドルナイト（徳河宗喝）

2015年
- アイドルマスター シンデレラガールズ（2015年 - 2023年、及川雫） - 2作品
- CLOSERS（イナリ＝シノダ）
- けものフレンズ（イッカク、ニルガイ、ゴールデンライオンタマリン）
- 三国大戦スマッシュ!
- 新甲虫王者ムシキング（君塚ユキヒコ）
- STORM LOVER V
- STORM LOVER 2nd V
- 第3次スーパーロボット大戦Z 天獄篇 / 連獄篇（コード：ホワイト） - 2作品

2016年
- ペルソナ5
- モン娘☆は〜れむ（テンセイ）
- ワールド エンド エクリプス（ウンディーネ）

2017年
- スーパーロボット大戦シリーズ（2017年 - 2019年、キャットガールズ） - 3作品
- ゼノブレイド2（ベンケイ）

2018年
- スーパーロボット大戦X-Ω（エーメル・エルキン）
- GOD EATER RESONANT OPS（緋衣クレハ）
- CARAVAN STORIES（ワウガガ）
- Déraciné（ユーリヤ）

2019年
- RELEASE THE SPYCE secret fragrance（石川五恵）
- 結城友奈は勇者である 花結いのきらめき（2019年 - 2021年、石川五恵）
- ライザのアトリエ 〜常闇の女王と秘密の隠れ家〜（ライザリン・シュタウト〈ライザ〉）
- クイズRPG 魔法使いと黒猫のウィズ（ケット&ピノキオ）
- ブレイドエクスロード（シニスタ・アスピリクエタ）
- かんぱに☆ガールズ（ライザリン・シュタウト）
- アトリエオンライン 〜ブレセイルの錬金術士〜（ライザ）
- COUNTER：SIDE（ホシノ・ウサギ）

2020年
- ビビッドアーミー（シエル）
- ライザのアトリエ2 〜失われた伝承と秘密の妖精〜（ライザリン・シュタウト〈ライザ〉）

2021年
- ウマ娘 プリティーダービー（2021年 - 2024年、メジロパーマー）
- アニマエ・アルケー（麗羽、颯）
- パニリヤ・ザ・リバイバル（ライザリン・シュタウト〈ライザ〉）
- アーテリーギア-機動戦姫-（ライザリン・シュタウト〈ライザ〉）

2022年
- RUINS MAGUS 〜ルインズメイガス〜（アイリス）
- ドラゴンボール ザ ブレイカーズ（サバイバー）
- アズールレーン（2022年 - 2025年、ライザリン・シュタウト〈ライザ〉）

2023年
- ライザのアトリエ3 〜終わりの錬金術士と秘密の鍵〜（ライザリン・シュタウト〈ライザ〉）
- レスレリアーナのアトリエ 〜忘れられた錬金術と極夜の解放者〜（2023年 - 2024年、ライザ）
- 魔女の泉R（リビア）

2025年
- 無双アビス（ライザリン・シュタウト）
- グルーヴコースター フューチャーパフォーマーズ（尾流渦キララ）

### ドラマCD
- おふれこタイムス（2016年、中園ルビィ）

### オーディオドラマ
- 青山二丁目劇場-キッチンぶたぶた- QR（OL）
- みんなの作文（朗読）
- いっしょぐらし 〜元気っ子彼女編〜（2022年、前橋亨夏）
- 領主様のお耳事情〜年上幼馴染兼専属メイドは、休息という名目で甘やかしたいようです（2023年、リリシア）

### 吹き替え

#### 映画
- 17歳のエンディングノート（2013年、キャル〈エドガー・キャハル〉）
- ペレ 伝説の誕生（2017年、ゾカ〈幼少期〉）
- トランボ ハリウッドに最も嫌われた男（2017年、ニコラ・トランボ〈エル・ファニング〉）
- 彷徨い（2023年、メアリー〈マリア・アルメイダ〉）
- タイムマシン2024（英語版）（2024年、ジェイソン〈ソフィアン・オレニウク〉）

#### ドラマ
- オリジナルズ（ホロウ）
- NCIS 〜ネイビー犯罪捜査班 シーズン6（ジェニー）
- フーディーニ&ドイルの怪事件ファイル 〜謎解きの作法〜（2016年、メアリー）
- HERE AND NOW 〜家族のカタチ〜（ヘイリー）
- ワンス・アポン・ア・タイム（ヴァイオレット）
- 損するのは嫌だから（2024年、ナム・ジャヨン）

#### アニメ
- ワールド・オブ・ウィンクス（2016年、ミュサ）
- ワクフ（2017年 - 2018年、エヴァンジェリン）

### ナレーション
- ニッポンの珍ブームをファイリング（2016年、テレビ東京）
- ZIP!「ワラガチャ!」コーナー（2016年 - 2019年、日本テレビ）
- Wake Up, Girls! FINAL LIVE 〜想い出のパレード〜 DOCUMENTARY（2019年、ANIMAX）
- デザインあ「かたちモディフィケーション」コーナー（2020年 - 、NHK教育）
- 動物さまの言うとおり（2021年、フジテレビ）
- ゼロイチ（2021年 - 2022年、日本テレビ）
- THE TIME,（2021年10月1日 - 2023年9月28日、TBS）[50][51]
- FNSドキュメンタリー大賞「障害教師-自分らしく生きる意味-」（2023年7月12日、フジテレビ・テレビ静岡制作）
- パリオリンピックをかけた戦い〜密着 バスケットボール女子〜（2024年3月1日、NHK BS）

### 映画
- マジックドルフィン（2015年、ペンギンの声[52][53]）

### 人形劇
- ざわざわえんのがんぺーちゃん（2021年 - 、モイくん[54]）

### ラジオ
※はインターネット配信。
- COMICキューンチューンRADIO（2016年 - 2017年、Voice-Style※）
- TVアニメ「RELEASE THE SPYCE」ツキカゲ大作戦（2018年 - 2019年、音泉※）[55]
- アニメ『ライザのアトリエ』〜秘密のラジオ〜（2023年、音泉※）[56]
- のぐちゆりと大和田仁美のCAFÉ de UKI（2024年 - 、HiBiKi Radio Station※・YouTube※）[12]

### ラジオCD
- ラジオCD「RELEASE THE SPYCEツキカゲ大作戦」Vol.1 - 2（2019年）

### テレビ番組
※はインターネット配信。
- PON!「その顔が見たい!脳トレ!隠しトレ!」コーナー（出題者）
- リリスパ生放送 〜ミッション：ぽっしぶる!?〜（2018年、ニコニコ生放送※・LINE LIVE※）[57]
- 声優たびノート「横浜プチたび編」（2019年、ニコニコ動画※・YouTube※）[58]
- あんバタだー！ のぐちゆり（2022年、ニコニコ生放送※）[59]
- 鈴木絵理・のぐちゆりの貴族になりたい（2023年、ニコニコ生放送※）

### テレビドラマ
- 桜の塔（2021年）

### 映像商品
- アイドルマスター シンデレラガールズ小劇場 第1巻（2018年）[60]
- DVD「RELEASE THE SPYCEツキカゲ大作戦」京都編（2019年）

### その他コンテンツ
- 温泉むすめ（酸ヶ湯紗雪）
- キミに贈る朗読会「サトラレ〜the reading〜 vol.7」（2021年9月11日 - 12日、MsmileBOX 渋谷[61]）

## ディスコグラフィ

### キャラクターソング
| 発売日   | 商品名                                                                                            | 歌 | 楽曲                                                                    | 備考                                                                               |
| 2017年   | 2017年                                                                                            | 2017年 | 2017年                                                                  | 2017年                                                                             |
| -------- | ------------------------------------------------------------------------------------------------- | --- | ----------------------------------------------------------------------- | ---------------------------------------------------------------------------------- |
| 4月19日  | THE IDOLM@STER CINDERELLA GIRLS STARLIGHT MASTER 10 Jet to the Future                             | 日野茜（赤﨑千夏）、高森藍子（金子有希）、及川雫（のぐちゆり）、脇山珠美（嘉山未紗）、道明寺歌鈴（新田ひより） | 「Flip Flop」                                                           | ゲーム『アイドルマスター シンデレラガールズ スターライトステージ』関連曲           |
| 7月2日   | -                                                                                                 | 及川雫（のぐちゆり） | 「お願い！シンデレラ 」                                                 | ゲーム『アイドルマスター シンデレラガールズ スターライトステージ』関連曲           |
| 9月13日  | THE IDOLM@STER CINDERELLA GIRLS STARLIGHT MASTER 13 Sweet Witches' Night 〜6人目はだぁれ〜        | 三村かな子（大坪由佳）、十時愛梨（原田ひとみ）、森久保乃々（高橋花林）、椎名法子（都丸ちよ）、及川雫（のぐちゆり） | 「Sweet Witches' Night 〜6人目はだぁれ〜（M@STER VERSION）」            | ゲーム『アイドルマスター シンデレラガールズ スターライトステージ』関連曲           |
| 2018年   |                                                                                                   | |                                                                         |                                                                                    |
| 1月10日  | THE IDOLM@STER CINDERELLA GIRLS LITTLE STARS! Snow*Love                                           | 市原仁奈（久野美咲）、及川雫（のぐちゆり）、大槻唯（山下七海）、高森藍子（金子有希）、依田芳乃（高田憂希） | 「Snow*Love」                                                           | テレビアニメ『アイドルマスター シンデレラガールズ劇場』エンディングテーマ          |
| 1月10日  | THE IDOLM@STER CINDERELLA GIRLS LITTLE STARS! Snow*Love                                           | 及川雫（のぐちゆり） | 「Snow*Love」                                                           | テレビアニメ『アイドルマスター シンデレラガールズ劇場』関連曲                      |
| 6月20日  | THE IDOLM@STER CINDERELLA GIRLS STARLIGHT MASTER 18 モーレツ★世直しギルティ！                     | 堀裕子（鈴木絵理）、片桐早苗（和氣あず未）、及川雫（のぐちゆり） | 「モーレツ★世直しギルティ！（M@STER VERSION）」                         | ゲーム『アイドルマスター シンデレラガールズ スターライトステージ』関連曲           |
| 6月20日  | SPYCY THE LIFE                                                                                    | ピリペッパーズ | 「SPYCY THE LIFE」 「特製スパイスは刺激的!?」 「目立て！隠密☆大作戦！」 | テレビアニメ『RELEASE THE SPYCE』関連曲                                            |
| 9月8日   | THE IDOLM@STER CINDERELLA GIRLS SS3A Live Sound Booth♪ 会場オリジナルCD                           | 及川雫（のぐちゆり） | 「Sweet Witches' Night 〜6人目はだぁれ〜（M@STER VERSION）」            | ゲーム『アイドルマスター シンデレラガールズ スターライトステージ』関連曲           |
| 10月17日 | THE IDOLM@STER CINDERELLA GIRLS STARLIGHT MASTER 22 双翼の独奏歌                                  | 及川雫（のぐちゆり）、棟方愛海（藤本彩花） | 「shabon song 〜For SS3A rearrange Mix〜」                              | ゲーム『アイドルマスター シンデレラガールズ スターライトステージ』関連曲           |
| 10月24日 | スパッと！スパイ&スパイス/Hide & Seek                                                             | ツキカゲ | 「スパッと！スパイ&スパイス」                                           | テレビアニメ『RELEASE THE SPYCE』オープニングテーマ                                |
| 10月24日 | スパッと！スパイ&スパイス/Hide & Seek                                                             | ツキカゲ | 「Hide & Seek」                                                         | テレビアニメ『RELEASE THE SPYCE』エンディングテーマ                                |
| 12月5日  | RELEASE THE SPYCE キャラクターソングCD 五恵&初芽                                                  | 石川五恵（のぐちゆり） | 「Sugar & Spice」                                                       | テレビアニメ『RELEASE THE SPYCE』挿入歌                                            |
| 12月5日  | RELEASE THE SPYCE キャラクターソングCD 五恵&初芽                                                  | 石川五恵（のぐちゆり）、青葉初芽（内田彩） | 「スパッと！スパイ&スパイス」                                           | テレビアニメ『RELEASE THE SPYCE』関連曲                                            |
| 2019年   |                                                                                                   | |                                                                         |                                                                                    |
| 11月8日  | THE IDOLM@STER CINDERELLA GIRLS 7thLIVE TOUR Special 3chord♪ Funky Dancing! 会場オリジナルCD      | 及川雫（のぐちゆり） | 「モーレツ★世直しギルティ！（M@STER VERSION）」                         | ゲーム『アイドルマスター シンデレラガールズ スターライトステージ』関連曲           |
| 2020年   |                                                                                                   | |                                                                         |                                                                                    |
| 2月19日  | Shiny Happy Days                                                                                  | ショコラ（八木侑紀）、バニラ（佐伯伊織）、アズキ（井澤詩織）、メイプル（伊藤美来）、シナモン（のぐちゆり）、ココナツ（水谷麻鈴） | 「Shiny Happy Days」                                                    | テレビアニメ『ネコぱら』オープニングテーマ                                         |
| 2月19日  | THE IDOLM@STER CINDERELLA MASTER 3chord for the Dance!                                            | 宮本フレデリカ（髙野麻美）、棟方愛海（藤本彩花）、及川雫（のぐちゆり）、荒木比奈（田辺留依）、姫川友紀（杜野まこ） | 「ミラーボール・ラブ（M@STER VERSION）」                                | ゲーム『アイドルマスター シンデレラガールズ』関連曲                                |
| 3月18日  | ネコぱら サウンドコレクションアルバム                                                             | メイプル（伊藤美来）、シナモン（のぐちゆり） | 「君とWitches☆彡」                                                      | テレビアニメ『ネコぱら』挿入歌                                                     |
| 6月10日  | THE IDOLM@STER CINDERELLA GIRLS STARLIGHT MASTER 39 O-Ku-Ri-Mo-No Sunday!                         | 及川雫（のぐちゆり）、片桐早苗（和氣あず未）、堀裕子（鈴木絵理） | 「行くぜっ！怪盗少女」                                                  | ゲーム『アイドルマスター シンデレラガールズ スターライトステージ』関連曲           |
| 2021年   |                                                                                                   | |                                                                         |                                                                                    |
| 3月31日  | ウマ娘 プリティーダービー ANIMATION DERBY Season 2 vol.3 Original Sound Track                     | スペシャルウィーク（和氣あず未）、サイレンススズカ（高野麻里佳）、トウカイテイオー（Machico）、ウオッカ（大橋彩香）、ダイワスカーレット（木村千咲）、ゴールドシップ（上田瞳）、メジロマックイーン（大西沙織）、シンボリルドルフ（田所あずさ）、ナイスネイチャ（前田佳織里）、ツインターボ（花井美春）、イクノディクタス（田澤茉純）、マチカネタンホイザ（遠野ひかる）、メジロパーマー（のぐちゆり）、ダイタクヘリオス（山根綺）、ミホノブルボン（長谷川育美）、ライスシャワー（石見舞菜香）、ビワハヤヒデ（近藤唯）、ナリタタイシン（渡部恵子）、ウイニングチケット （渡部優衣）、キタサンブラック（矢野妃菜喜）、サトノダイヤモンド（立花日菜）、マルゼンスキー（Lynn）、マヤノトップガン（星谷美緒）、ヒシアケボノ（松嵜麗）、エアグルーヴ（青木瑠璃子）、マチカネフクキタル（新田ひより）、メイショウドトウ（和多田美咲）、セイウンスカイ（鬼頭明里）、グラスワンダー（前田玲奈）、エルコンドルパサー（髙橋ミナミ）、サクラバクシンオー（三澤紗千香）、メジロライアン（土師亜文）、メジロドーベル（久保田ひかり）、ナリタブライアン（衣川里佳） | 「うまぴょい伝説 (TV Size)」                                            | テレビアニメ『ウマ娘 プリティーダービー Season 2』エンディングテーマ               |
| 4月7日   | THE IDOLM@STER CINDERELLA GIRLS LITTLE STARS EXTRA! Life is HaRMONY                               | 及川雫（のぐちゆり） | 「Milky Mode」                                                          | Webアニメ『アイドルマスター シンデレラガールズ劇場 Extra Stage』エンディングテーマ |
| 11月17日 | THE IDOLM@STER CINDERELLA GIRLS STARLIGHT MASTER GOLD RUSH! 12 パ・リ・ラ                         | ナターリア（生田輝）、喜多見柚（武田羅梨沙多胡）、城ヶ崎莉嘉（山本希望）、浜口あやめ（田澤茉純）、及川雫（のぐちゆり） | 「パ・リ・ラ（M@STER VERSION）」                                        | ゲーム『アイドルマスター シンデレラガールズ スターライトステージ』関連曲           |
| 11月17日 | THE IDOLM@STER CINDERELLA GIRLS STARLIGHT MASTER GOLD RUSH! 12 パ・リ・ラ                         | 及川雫（のぐちゆり） | 「パ・リ・ラ（M@STER VERSION）」                                        | ゲーム『アイドルマスター シンデレラガールズ スターライトステージ』関連曲           |
| 2022年   |                                                                                                   | |                                                                         |                                                                                    |
| 8月17日  | ウマ娘 プリティーダービー WINNING LIVE 07                                                         | スペシャルウィーク（和氣あず未）、サイレンススズカ（高野麻里佳）、ゴールドシップ（上田瞳）、メジロマックイーン（大西沙織）、ナリタブライアン（衣川里佳）、マヤノトップガン（星谷美緒）、メジロライアン（土師亜文）、ライスシャワー（石見舞菜香）、ウイニングチケット（渡部優衣）、マーベラスサンデー（三宅麻理恵）、メジロドーベル（久保田ひかり）、メジロパーマー（のぐちゆり）、メジロアルダン（会沢紗弥）、メジロブライト（大西綺華）、サクラローレル（真野美月） | 「うまぴょい伝説」                                                      | ゲーム『ウマ娘 プリティーダービー』関連曲                                          |
| 8月17日  | ウマ娘 プリティーダービー WINNING LIVE 07                                                         | メジロマックイーン（大西沙織）、メジロライアン（土師亜文）、メジロドーベル（久保田ひかり）、メジロパーマー（のぐちゆり）、メジロアルダン（会沢紗弥）、メジロブライト（大西綺華） | 「メジロ讃歌」                                                          | ゲーム『ウマ娘 プリティーダービー』関連曲                                          |
| 2023年   |                                                                                                   | |                                                                         |                                                                                    |
| 7月12日  | THE IDOLM@STER CINDERELLA GIRLS STARLIGHT MASTER PLATINUM NUMBER 03 ダンシング・デッド            | 及川雫（のぐちゆり）、佐藤心（花守ゆみり）、諸星きらり（松嵜麗） | 「ダンシング・デッド（M@STER VERSION）」                                | ゲーム『アイドルマスター シンデレラガールズ スターライトステージ』関連曲           |
| 7月12日  | THE IDOLM@STER CINDERELLA GIRLS STARLIGHT MASTER PLATINUM NUMBER 03 ダンシング・デッド            | 及川雫（のぐちゆり） | 「ダンシング・デッド（M@STER VERSION）」                                | ゲーム『アイドルマスター シンデレラガールズ スターライトステージ』関連曲           |
| 9月13日  | ウマ娘 プリティーダービー WINNING LIVE 14                                                         | ゴールドシチー（香坂さき）、トーセンジョーダン（鈴木絵理）、メジロパーマー（のぐちゆり）、ダイタクヘリオス（山根綺） | 「GSK☆」                                                                | ゲーム『ウマ娘 プリティーダービー』関連曲                                          |
| 9月13日  | ウマ娘 プリティーダービー WINNING LIVE 14                                                         | ゴールドシップ（上田瞳）、ウオッカ（大橋彩香）、エルコンドルパサー（髙橋ミナミ）、マンハッタンカフェ（小倉唯）、エアシャカール（津田美波）、エイシンフラッシュ（藤野彩水）、ゴールドシチー（香坂さき）、トーセンジョーダン（鈴木絵理）、ナカヤマフェスタ（下地紫野）、メジロパーマー（のぐちゆり）、ダイタクヘリオス（山根綺）、サトノダイヤモンド（立花日菜）、キタサンブラック（矢野妃菜喜）、シリウスシンボリ（ファイルーズあい）、サクラローレル（真野美月）、ネオユニヴァース（白石晴香）、タップダンスシチー（篠田みなみ） | 「うまぴょい伝説」                                                      | ゲーム『ウマ娘 プリティーダービー』関連曲                                          |
| 2024年   |                                                                                                   | |                                                                         |                                                                                    |
| 1月10日  | TVアニメ『ウマ娘 プリティーダービー Season 3』ANIMATION DERBY Season 3 vol.3 Original Sound Track | キタサンブラック（矢野妃菜喜）、サトノダイヤモンド（立花日菜）、サトノクラウン（鈴代紗弓）、シュヴァルグラン（夏吉ゆうこ）、サウンズオブアース（MAKIKO）、ドゥラメンテ（秋奈）、トウカイテイオー（Machico）、メジロマックイーン（大西沙織）、ゴールドシップ（上田瞳）、スペシャルウィーク（和氣あず未）、サイレンススズカ（高野麻里佳）、ウオッカ（大橋彩香）、ダイワスカーレット（木村千咲）、ナイスネイチャ（前田佳織里）、ツインターボ（花井美春）、イクノディクタス（田澤茉純）、マチカネタンホイザ（遠野ひかる）、ロイスアンドロイス（田辺留依）、ヴィルシーナ（奥野香耶）、ヴィブロス（伊藤彩沙）、シンボリルドルフ（田所あずさ）、エアグルーヴ（青木瑠璃子）、ミホノブルボン（長谷川育美）、ライスシャワー（石見舞菜香）、サクラバクシンオー（三澤紗千香）、トーセンジョーダン（鈴木絵理）、マチカネフクキタル（新田ひより）、メイショウドトウ（和多田美咲）、メジロパーマー（のぐちゆり）、ダイタクヘリオス（山根綺）、コパノリッキー（稲垣好）                                                                                            | 「うまぴょい伝説」                                                      | テレビアニメ『ウマ娘 プリティーダービー Season 3』エンディングテーマ               |
| 1月24日  | ウマ娘 プリティーダービー WINNING LIVE 15                                                         | スペシャルウィーク（和氣あず未）、ライスシャワー（石見舞菜香）、スマートファルコン（大和田仁美）、トーセンジョーダン（鈴木絵理）、ナイスネイチャ（前田佳織里）、キングヘイロー（佐伯伊織）、メジロパーマー（のぐちゆり）、ツルマルツヨシ（青山吉能）、サクラローレル（真野美月）、ヒシミラクル（春日さくら） | 「Comeback Story V」                                                    | ゲーム『ウマ娘 プリティーダービー』関連曲                                          |
| 1月24日  | ウマ娘 プリティーダービー WINNING LIVE 15                                                         | スペシャルウィーク（和氣あず未）、ライスシャワー（石見舞菜香）、スマートファルコン（大和田仁美）、ゼンノロブロイ（照井春佳）、トーセンジョーダン（鈴木絵理）、ナイスネイチャ（前田佳織里）、キングヘイロー（佐伯伊織）、メジロパーマー（のぐちゆり）、サトノダイヤモンド（立花日菜）、キタサンブラック（矢野妃菜喜）、ツルマルツヨシ（青山吉能）、サクラローレル（真野美月）、ネオユニヴァース（白石晴香）、ヒシミラクル（春日さくら） | 「うまぴょい伝説」                                                      | ゲーム『ウマ娘 プリティーダービー』関連曲                                          |
| 6月19日  | THE IDOLM@STER CINDERELLA GIRLS STARLIGHT MASTER HEART TICKER! 08 スバル                          | 片桐早苗（和氣あず未）、及川雫（のぐちゆり）、堀裕子（鈴木絵理） | 「アッパレ♪Mahara★Japaaan!」                                            | ゲーム『アイドルマスター シンデレラガールズ スターライトステージ』関連曲           |

## ライブ・イベント

### 合同ライブ
| 出演日              | タイトル                                                                                        | 会場                                     |
| ------------------- | ----------------------------------------------------------------------------------------------- | ---------------------------------------- |
| 2017年5月13日・14日 | THE IDOLM@STER CINDERELLA GIRLS 5thLIVE TOUR Serendipity Parade!!! 宮城公演                     | セキスイハイムスーパーアリーナ（宮城県） |
| 2017年8月12日       | THE IDOLM@STER CINDERELLA GIRLS 5thLIVE TOUR Serendipity Parade!!! さいたまスーパーアリーナ公演 | さいたまスーパーアリーナ（埼玉県）       |
| 2018年3月3日・4日   | アイドルマスター シンデレラガールズ劇場 すぷりんぐふぇすてぃばる 2018                           | 舞浜アンフィシアター（千葉県）           |
| 2018年9月8日・9日   | THE IDOLM@STER CINDERELLA GIRLS SS3A Live Sound Booth♪                                          | ヤマダグリーンドーム前橋（群馬県）       |
| 2018年12月1日・2日  | THE IDOLM@STER CINDERELLA GIRLS 6thLIVE MERRY-GO-ROUNDOME!!!                                    | ナゴヤドーム（愛知県）                   |
| 2019年11月9日・10日 | THE IDOLM@STER CINDERELLA GIRLS 7thLIVE TOUR Special 3chord♪ Funky Dancing!                     | ナゴヤドーム（愛知県）                   |
| 2021年8月29日       | ウマ娘 プリティーダービー 3rd EVENT「WINNING DREAM STAGE」                                      | 東京ガーデンシアター（東京都）           |
| 2022年1月29日・30日 | THE IDOLM@STER CINDERELLA GIRLS 10th ANNIVERSARY M@GICAL WONDERLAND TOUR!!! Tropical Land       | ライブ配信（ASOBISTAGE）                 |
| 2022年4月3日        | THE IDOLM@STER CINDERELLA GIRLS 10th ANNIVERSARY M@GICAL WONDERLAND!!!                          | ベルーナドーム（埼玉県）                 |
| 2022年11月6日       | ウマ娘 プリティーダービー 4th EVENT「SPECIAL DREAMERS!!」EXTRA STAGE                            | ベルーナドーム（埼玉県）                 |
| 2022年11月27日      | THE IDOLM@STER CINDERELLA GIRLS Twinkle LIVE Constellation Gradation                            | ベルーナドーム（埼玉県）                 |